# Eulepidotis punctangulata
Eulepidotis punctangulata là một loài bướm đêm trong họ Erebidae.